# Stylophora kuehlmanni
Stylophora kuehlmanni is een rifkoralensoort uit de familie van de Pocilloporidae. De wetenschappelijke naam van de soort is voor het eerst geldig gepubliceerd door .